# Javerlhac-et-la-Chapelle-Saint-Robert
 Javerlhac-et-la-Chapelle-Saint-Robert  (en occitano Javerlhac e La Chapela Sent Robert) es una población y comuna francesa, situada en la región de Aquitania, departamento de Dordoña, en el distrito de Nontron y cantón de Nontron.

## Demografía
| 1175 | 1129 | 1071 | 1004 | 1064 | 915 |
| Para los censos de 1962 a 1999 la población legal corresponde a la población sin duplicidades (Fuente: INSEE [Consultar]) |      |      |      |      |     |